# Tokenização
Tokenização é o processo de converter ativos, sejam eles tangíveis ou intangíveis, em tokens digitais que são registrados em uma blockchain. Esses tokens representam frações do ativo original e podem ser negociados de forma mais fácil e acessível no ambiente digital. Esse conceito surgiu no âmbito da criptoeconomia, com a promessa de democratizar o acesso a investimentos e aumentar a eficiência dos mercados financeiros.

## Como funciona
A tokenização transforma um ativo em diversas unidades digitais, cada uma representando uma parte proporcional do valor total. Esses tokens podem ser comprados, vendidos ou transferidos entre indivíduos ou entidades, e as transações são registradas de maneira segura e transparente em uma blockchain. Um dos principais atrativos da tokenização é a possibilidade de fracionar ativos valiosos — como imóveis, obras de arte, ou até mesmo royalties musicais — em partes menores, permitindo que investidores menores possam adquirir frações desses ativos.

## Tipos de ativos tokenizáveis
- Imóveis: A tokenização de propriedades permite que um imóvel seja dividido em pequenas partes, representadas por tokens digitais. Investidores podem adquirir frações de uma propriedade, sem a necessidade de comprá-la integralmente, o que democratiza o acesso ao mercado imobiliário.[5]
- Títulos e ações: Empresas podem emitir ações ou títulos tokenizados, permitindo que investidores adquiram frações de ações, reduzindo barreiras de entrada para pequenos investidores.[6]
- Royalties e propriedade intelectual: Artistas e criadores podem tokenizar os direitos de royalties sobre suas músicas ou outros produtos criativos, vendendo frações desses direitos para investidores.[7]

## Benefícios
- Liquidez: Ativos tradicionalmente ilíquidos, como imóveis ou participações privadas, podem ser negociados de forma mais fácil em plataformas digitais.[8]
- Acessibilidade: A tokenização permite que investidores adquiram pequenas frações de ativos de alto valor, o que aumenta o acesso a uma gama mais ampla de oportunidades de investimento.[9]
- Transparência e segurança: A blockchain oferece um registro transparente e imutável das transações, garantindo confiança entre os participantes do mercado e reduzindo o risco de fraudes.[10]

## Desafios e regulação
Apesar de suas vantagens, a tokenização enfrenta desafios, especialmente no que diz respeito à regulação. A maioria dos tokens representa ativos financeiros e, portanto, estão sujeitos às leis de valores mobiliários de diversos países. Além disso, a falta de padronização entre diferentes blockchains e a necessidade de mercados secundários mais robustos são questões a serem resolvidas para o desenvolvimento completo desse mercado.

## Aplicações reais
Empresas como BlackRock, Goldman Sachs e Siemens começaram a explorar o uso da tokenização para tornar ativos mais líquidos e acessíveis. Setores como o imobiliário, financeiro e de arte estão entre os que mais podem se beneficiar dessa tecnologia.
A tokenização é uma inovação promissora, com o potencial de transformar os mercados financeiros e democratizar o acesso a ativos valiosos. Com o avanço da tecnologia blockchain e o amadurecimento regulatório, a tokenização pode se tornar um dos motores da nova economia digital.